# Interton Video 2501
Das Interton Video 2501 ist eine Spielkonsole, die 1977 von Interton veröffentlicht wurde. Das System ist eine Pong-Klon-Konsole und konnte Videosignale in Farbe ausgeben.